# Steve Guerdat
Steve Guerdat (Bassecourt, 10 giugno 1982) è un cavaliere svizzero.

## Carriera
Il cavaliere elvetico si è aggiudicato la medaglia di bronzo nel salto ostacoli a squadre alle olimpiadi di Pechino 2008, mentre quattro anni dopo, a Londra 2012, si è laureato campione olimpico nel concorso individuale di salto, risultato che non è riuscito a confermare nell'edizione successiva dei Giochi olimpici, a Rio de Janeiro 2016, quando ha concluso il salto individuale al quarto posto.

## Palmarès
- Olimpiadi

Pechino 2008: bronzo nel salto ostacoli a squadre.
Londra 2012: oro nel salto ostacoli individuale.
Parigi 2024: argento nel salto ostacoli individuale.
- Campionati Europei

2003 - Donaueschingen: bronzo nel salto ostacoli a squadre.
2005 - San Patrignano:
argento nel salto ostacoli a squadre.
2023 - Milano:
Oro nel salto ostacoli individuale.